# Siphonogorgia mirabilis
Siphonogorgia mirabilis is een zachte koraalsoort uit de familie Nidaliidae. De koraalsoort komt uit het geslacht Siphonogorgia. Siphonogorgia mirabilis werd in 1877 voor het eerst wetenschappelijk beschreven door Klunziger. 